# Софија Перић Нешић
Софија Перић Нешић (Томашевац, 14. март 1906 — Београд, 15. јун 1986) била је југословенска и српска позоришна, филмска и телевизијска глумица.

## Биографија
Рођена је у Томашевцу 14. марта 1906. године. Након исказане жеље у младости да се бави глумом, родитељи је шаљу у Зрењанин на похађање Трговачке академије. Након завршетка Академије, остала је доследна својим жељама и уписује Глумачко-балетску школу у Београду, где су јој професори били Бранко Гавела, Јуриј Љвович Ракитин, Мага Магазиновић. Била је чланица Академског позоришта од 1925. до 1930. године, да би следећу сезону провела у новосадском Српском народном позоришту. Од 1931. до 1946. године бива ангажована у Народном позоришту у Београду, након чега се вратила у Српско народно позориште, где је остала до пензије 1959. године.
Њене улогу су припадале и карактерном и комичном фаху. Одликована је Орденом рада са сребрним венцем 1961, а на Сусретима позоришта Војводине, 1950. године, освојила је похвале за улогу Гине у „Ожалошћеној породици” и 1951. године за улогу Галчихе у представи „Без кривице криви”. Милан Коњовић је 1946. године насликао њен портрет (уље на платну). Софија се поред глуме бавила и атлетиком, па је на Отвореном првенству Војводине, које је одржано јула 1925. године, победила у шест од седам дисциплина. У Београду је тренирала у клубу Обилић.
Преминула је 15. јуна 1986. године у Београду.

## Филмографија
| Год.         | Назив                     | Улога          |
| ------------ | ------------------------- | -------------- |
| 1940-те      |                           |                |
| 1948.        | Софка                     |                |
| 1950-те      |                           |                |
| 1956.        | Потрага                   |                |
| 1957.        | Мали човек                |                |
| 1958.        | Госпођа министарка        |                |
| 1960-те      |                           |                |
| 1960.        | Друг председник центарфор | Јаворка        |
| 1959 - 1960. | Сервисна станица          |                |
| 1961.        | Избирачица                |                |
| 1968.        | Максим нашег доба         |                |
| 1969.        | Заобилазни Арчибалд       |                |
| 1970-те      |                           |                |
| 1970.        | Лепа парада               | баба           |
| 1970.        | Љубав на сеоски начин     | Љупче          |
| 1971.        | С ванглом у свет          |                |
| 1973.        | Сан доктора Мишића        | баба           |
| 1973.        | Филип на коњу             | баба           |
| 1977.        | Бабино унуче (ТВ серија)  | мршава алапача |